# 마르가리타 므크르찬
마르가리타 게가모브나 므크르찬(러시아어: Маргари́та Гега́мовна Мкртчя́н, 1981년 4월 6일~2013년 7월 11일)은 러시아의 전 태권도 선수이다. 2004년 하계 올림픽에 참가했으며 유럽 태권도 선수권 대회에서 은메달 3개, 동메달 1개를 획득했다.